# Nikołaj Sawiczew
Nikołaj Nikołajewicz Sawiczew, ros. Николай Николаевич Савичев (ur. 13 lutego 1965 w Moskwie, Rosyjska FSRR) – rosyjski piłkarz, grający na pozycji pomocnika, a wcześniej napastnika, reprezentant ZSRR, trener piłkarski. Jego brat-bliźniak Jurij również profesjonalny piłkarz.

## Kariera piłkarska

### Kariera klubowa
Wychowanek klubów Sojuz Moskwa i FSzM Moskwa. W 1984 rozpoczął karierę piłkarską w pierwszej drużynie Torpeda Moskwa, w którym występował przez 10 lat do zakończenia kariery piłkarskiej.

### Kariera reprezentacyjna
W 1987 rozegrał jeden mecz w olimpijskiej reprezentacji ZSRR.
21 listopada 1988 debiutował w reprezentacji ZSRR w towarzyskim meczu z Syrią (2:0). Łącznie rozegrał 3 mecze.

## Kariera trenerska
Po zakończeniu kariery piłkarskiej rozpoczął pracę trenerską. Od drugiej połowy 1994 pracował w Szkole Piłkarskiej Torpedo. W latach 2001–2002 prowadził drużynę rezerw Torpedo-ZiL Moskwa. Potem pomagał trenować juniorską reprezentację Rosji. W 2011 przyłączył się do sztabu szkoleniowego Torpeda Moskwa.

## Sukcesy i odznaczenia

### Sukcesy klubowe
- brązowy medalista Mistrzostw ZSRR: 1988, 1991
- zdobywca Pucharu ZSRR: 1986
- finalista Pucharu ZSRR: 1988, 1989, 1991
- zdobywca Pucharu Rosji: 1993

### Sukcesy indywidualne
- wybrany do listy 33 najlepszych piłkarzy ZSRR: Nr 3 (1988, 1990)

### Odznaczenia
- tytuł Mistrza Sportu ZSRR